# Migotka (postać)
Migotka (fiń. Niiskuneiti, szw. Snorkfröken) – jedna z bohaterek książek o Muminkach (stworzonych przez Tove Jansson), siostra Migotka, przyjaciółka Muminka.
Jej cechami charakterystycznymi są: blond grzywka, złota bransoletka na kostce oraz kremowo żółtawy odcień futerka. Zbiera muszelki, kocha kwiaty i błyskotki. Jest szczera i zawsze uśmiechnięta. Przyjaźni się z Małą Mi, choć ich charaktery są zupełnie odmienne. Mieszka z bratem Migotkiem w domku w lesie. Często odwiedza Muminka i jego rodziców. W sen zimowy zapada w pokoju Muminka obok ukochanego. Uwielbia konfitury i ciasto z dyni.
W Komecie nad Doliną Muminków zmienia kolor.